# Carrizal (Costa Rica)
Pour les articles homonymes, voir Carrizal.
 (décembre 2016).
Si vous disposez d'ouvrages ou d'articles de référence ou si vous connaissez des sites web de qualité traitant du thème abordé ici, merci de compléter l'article en donnant les références utiles à sa vérifiabilité et en les liant à la section « Notes et références ».
Carrizal est un quartier du canton de Alajuela, dans la province de Alajuela, au Costa Rica.